# سعد الذیاب
سعد الذیاب (انگلیسی: Saad Al Thyab؛ زادهٔ ۲۲ نوامبر ۱۹۸۵) یک بازیکن فوتبال اهل عربستان سعودی است.
از باشگاه‌هایی که در آن بازی کرده‌است می‌توان به الهلال عربستان و الاتفاق عربستان اشاره کرد.